# 甲子園浜
甲子園浜（こうしえんはま）は、兵庫県西宮市にある人工島、またその上に振られている地名である。地名としての甲子園浜は1丁目－3丁目からなり、鳴尾地域に属している。郵便番号は663-8155である。2009年10月1日時点で、人口は0人となっている。コンビニエンスストアなどの店もなく、信号機も1箇所しかない（甲子園浜1丁目）。

## 交通
- 阪神高速5号湾岸線甲子園浜出入口
- 兵庫県道573号芦屋鳴尾浜線

## 島内施設
- 甲子園浜海浜公園
- 甲子園浜浄化センター
- 西宮処理場
- ゴルフ練習場

なお、西宮市立甲子園浜小学校は島内ではなく、少し離れた本土側に存在する。

## 主な企業
- 大関甲子園配送センター
- 新日本流通甲子園浜事業所
- セオ商事甲子園物流センター
- 合同会社アコーディア・ガーデン甲子園浜アコーディア・ガーデン甲子園浜